# Eskil Wedholm
Johan Eskil Wedholm (ur. 2 marca 1891 w Eskilstunie, zm. 10 grudnia 1959 w Jönköping) – szwedzki pływak, uczestnik Letnich Igrzysk 1912 w Sztokholmie.
Na igrzyskach w 1912 roku wystartował w wyścigach na 400 i 1500 metrów stylem dowolnym, lecz w obu konkurencjach odpadł w eliminacjach.